# Gefahren der Brautzeit
Gefahren der Brautzeit ist eine 1929 produzierte deutsche Stummfilmkomödie von Fred Sauer mit Willi Forst und Marlene Dietrich in den Hauptrollen.

## Handlung
Der junge Baron van Geldern ist ein Charmeur und Frauenheld wie er im Buche steht. Die Damen, die er becirct, liegen ihm zu Füßen. Damit hat er sich jedoch auch den Nachstellungen und heftigen Zorn so manches Mannes zugezogen, dem er seine Holde abspenstig machte. Um sich vor deren eifersuchtsbedingter Rachelust zu schützen, wendet van Geldern stets ein und denselben Trick an wie zum Beispiel bei der schönen Yvette: Taucht der wahlweise Gatte oder Geliebte auf, wird die junge Dame schnell durch die Hintertür ins Freie expediert und irgendeine greifbare Zofe stattdessen ins noch warme Lotterbett gesteckt. Stürmt dann der rasende Eifersüchtige ins Schlafgemach hinein und blickt unter die Bettdecke, steckt natürlich die Falsche darin, und der misstrauische Mann verschwindet beschämt ebenso schnell wie er aufgetaucht hat. So hat sich Baron van Geldern bislang durchs Liebesleben gemogelt, ohne auch nur eine Schramme abzubekommen. Doch bei Yvette beging er einen Fehler: Ihr Strumpfband lag noch im Zimmer, und diesmal versuchte der zu Yvette gehörende Gatte in einer wilden Verfolgungsjagd über Stock und Stein dem flüchtigen Frauenversteher das Lebenslicht auszublasen. Das wäre bereits das Ende des Baron van Geldern, würde nicht plötzlich der Teilnehmer einer Jagd, ein Amerikaner namens McClure, auftauchen, der dank seines beherzten Eingreifens – er schlägt dem wutschnaubenden Betrogenen die Waffe aus der Hand – verhindert, dass der sexsüchtige Baron sein Leben aushaucht.
Kurz darauf gerät van Geldern wieder in Lebensgefahr. Um seinem neuen Freund zu helfen, überprüft er die Herkunft einer leichtlebigen Dame namens Florence Miller, mit der er sogleich anbändelt. Florence ist Mitglied einer Räuberbande, die es lediglich auf McClure Preziosen, die in dessen Tresor lagern, abgesehen hat. Van Geldern kann das Ärgste, den Raub, verhindern, wird aber auch diesmal von McClure aus größter Lebensgefahr gerettet. Fortan verbindet van Geldern mit seinem Lebensretter McClure eine innige Freundschaft. Als der Amerikaner sich im niederländischen Scheveningen zur Erholung aufhält, lädt er den Baron ein, ihn zu besuchen. Er avisiert van Geldern sogar eine handfeste Überraschung. Gern folgt der Baron dessen Ruf. Unterwegs lernt er wieder einmal eine reizende junge Dame kennen, in die er sich, ebenso wieder einmal, auf den ersten Blick rettungslos verliebt. Ein Erdrutsch auf einer Bahnstrecke zwingt die Zugpassagiere dazu, in einer kleinen Bahnstation zu übernachten. In der folgenden Nacht verlieben sich von Geldern und die schöne Unbekannte, eine Evelyne Carstens aus Hamburg, ineinander. Sie erzählt dem Womanizer eine herzergreifende Geschichte, nämlich dass sie, um ihren in schwere finanzielle Schieflage geratenen Vater zu retten, einen (ungeliebten) Mann heiraten müsse – als Dank dafür, dass der ihr seine Hilfe zugesagt hatte. Am nächsten Morgen ist van Gelderns romantische Bekanntschaft verschwunden. Der Baron ist tief betrübt, denn mit ihr hätte er sich eine gemeinsame Zukunft vorstellen können. Aber so sind sie nun mal, die „Gefahren der Brautzeit“.
Als van Geldern und McClure sich wiedersehen, staunt der Adelige nicht schlecht: Die Zugschöne ist niemand anderes als McClures „Überraschung“, nämlich dessen Braut in spe (die ihn aber ja eigentlich nicht will). Als McClure einen Moment nicht anwesend ist, kommt es zu einer Aussprache der beiden Liebenden. Van Geldern sagt Evelyn, dass er es niemals seinem zweimaligen Lebensretter antun könne, ihm seine Braut auszuspannen und daher sofort abreisen wolle. Evelyne wiederum bittet ihren Liebsten, van Geldern, McClure die ganze Wahrheit zu erzählen, denn sie beiden würden sich doch lieben! In diese Aussprache platzt ausgerechnet McClure herein. Mit Mühe gelingt es Evelyne, sich zu verstecken. McClure ahnt lächelnd, dass sich mal wieder eine von van Gelderns Dämchen hier versteckt hält. Dann aber entgleiten ihm die Gesichtszüge, als er ein Lorgnon herumliegen sieht, dass er soeben seiner Braut geschenkt hatte! Wissend, was für ein skrupelloser „Windhund“ van Geldern ist, zieht der rasend Eifersüchtige völlig falsche Schlüsse, zückt einen Revolver und schießt auf den mutmaßlichen Nebenbuhler. Der Baron wird schwer verletzt, tut aber so, als sei er ungetroffen. Evelyne und McClure verlassen erregt den Raum. Mit letzter Kraft schleppt sich van Geldern zum zurückgelassenen Revolver, nimmt ihn in die Hand, um so, im Sterben liegend, als letzten Freundschaftsdienst McClure gegenüber, einen Selbstmord vorzutäuschen. Evelyne erklärt derweil McClure die ganze Geschichte: Wie sie van Geldern kennen gelernt und dass sie sich in ihn verliebt habe und McClure nur aus Dankbarkeit für die Hilfe für den Vater heiraten wollte. Der Amerikaner hat ein Einsehen und gibt Evelyne daraufhin frei. Er führt sie zurück ins Zimmer zu van Geldern, doch der ist in der Zwischenzeit gestorben.

## Produktionsnotizen
Die Dreharbeiten fanden von September bis Oktober 1929 in den Ateliers von Staaken und in Scheveningen (Außenaufnahmen) statt. Die Uraufführung war am 21. Februar 1930 in Berlins Roxy-Palast. 68 Jahre danach kam es zu einer Wiederaufführung des Films in einer restaurierten (und etwas kürzeren) Fassung am 2. Juli 1998 in Weimar.
Produzent Arthur Strauß übernahm auch die Produktionsleitung. Max Heilbronner entwarf die Filmbauten, Robert Leistenschneider hatte die Aufnahmeleitung.

## Wissenswertes
Gefahren der Brautzeit war bereits die zweite Filmkooperation Marlene Dietrichs mit ihrem österreichischen Kollegen Willi Forst. Beide standen bereits 1927 in Wien in dem Film Café Elektric gemeinsam vor der Kamera. Gefahren der Brautzeit war aber auch Dietrichs letzter Stummfilm. Unmittelbar nach Ende der Dreharbeiten begann sie am 4. November 1929 mit der Arbeit an ihrem ersten Tonfilm Der blaue Engel, der ihren Durchbruch zum Weltstar einläutete.

## Kritiken
„Erst gegen Ende des Films kommt man dahinter, warum er «Gefahren der Brautzeit» heißt. Liebesabenteuer des Baron Geldern wäre ein passenderer Titel gewesen. Dieser stereotyp lächelnde, junge Baron (Willi Forst), der auf der Welt nichts anderes zu tun zu haben scheint, als Abenteuer und nebenbei Kunstschätze zu sammeln, wäre beinahe der Kugel eines Rivalen zum Opfer gefallen, hätte beinahe bei dem Liebesabenteuer mit einer eleganten Hochstaplerin Juwelen und Vermögen eingebüßt und endet dann wirklich, erschossen von dem besten Freund, dem er beinahe die Braut abspenstig gemacht hätte. Selbst wenn aus den Spielereien des leichtsinnigen Kavaliers Ernst wird, läßt uns sein von Walter Wassermann und Walter Schlee allzu unwahrscheinlich konstruiertes Schicksal kalt.“
„Immerhin hat sich Fred Sauer dieser Magazin-Story angenommen, hat sichtlich Sorgfalt und Mühe daran aufgewendet und ein paar gute Durchschnittsschauspieler geschickt in Front gestellt. Allen voran Willy [sic!] Forst, der durch diskretes, fein pointiertes Spiel überrascht. Marlene Dietrich ist sehr zart, sehr zurückhaltend, aber nur ein Umriß, kein Mensch. Stahl-Nachbaur gibt sein “Reicher Amerikaner”-Klischee zum besten. Elza Temary spielt begabt eine begabte Hochstaplerin.”
„Der … ganze Film … gleicht einem jener D-Zug-Romane, den man zwischen Abfahrt und Ankunft ausliest, einem handlungsreichen Buch ohne Hintergründe und Problematik, gleicht, wie gesagt, guter, gefälliger Reiselektüre. Die Drehbuchautoren Walter Wassermann und Walter Schlee sind geschickt zu Werke gegangen. Sichere Kenner des Publikumgeschmacks, haben sie eine spannende Fabel ersonnen. (…) Ein sehr brauchbarer Stoff, der überall gefallen wird. Fred Sauer hat ihn zu einem guten Film umgeformt. Der nette, begabte, noch immer viel zu wenig beschäftigte Willi Forst und die schöne, ausdrucksstarke Marlene Dietrich spielen die Hauptrollen.“
„Um Marlene Dietrich haben Walter Wassermann und Walter Schlee ein Manuskript zu konstruieren gesucht, mit gewisser Anlehnung an Die Frau, nach der man sich sehnt. (…) Ein Versuch also, einen Rahmen für Marlene Dietrichs Art zu schaffen. Aber ein Versuch, der gelegentlich ins Umständliche abgleitet und gegenüber dem schwankhaften Anfang von den Amouren des dann zu ernster Liebe Bekehrten absticht. Doch Fred Sauer macht mit Takt aus diesem Filmvorgang etwas. Er bringt flüssig und leicht diesen leichten Anfang mit den Frauen, die im Wechsel rasch vorüberziehen, und legt dann seinen Nachdruck auf die Wendung zum Tragischen, auf das Spiel der drei Menschen. Willi Forst ist erstaunlich reif geworden. Ausgezeichnet, wie er den Übergang findet, wie er im Gestalten seiner Rolle den Bruch im Manuskript zu verdecken versteht.“